# Centro de Exposición París-Nord Villepinte

El Parc des expositions de París-Nord Villepinte (en español: Centro de Exposición Villepinte) es un gran centro de convención localizado en Villepinte, París, cercano al Aeropuerto Charles de Gaulle. El centro está abierto desde 1982 y es el segundo más grande de Francia. El centro abarca 115 hectáreas y tiene 246,000 m² de espacio para exposición en ocho salas. Se accede al centro por la estación Parque de Exposiciones, parte de la línea de subtes RER B.